# فتحة جانبية
الفتحة الجانبية هي بُنية مزدوجة في التشريح البشري. وهي فُتحة في كل طرف جانبي الردب الجانبي للبطين الرابع للدماغ البشري، والذي يحتوي أيضًا على فتحة وسطية واحدة. توفر الفتحتان الجانبيتان قناة لتدفق السائل الدماغي النخاعي من الجهاز البطيني للدماغ إلى الحيز تحت العنكبوتية؛ تحديداً إلى الصهريج الجسري في الزاوية المخيخية الجسرية. ويسمى الهيكل أيضا الفتحة الوحشية للبطين الرابع أو ثقبة لوشكا بعد عالم التشريح هوبرت فون لوشكا.
الاستئصال الكليّ للأورام التي تمتد عبر ثقبة لوشكا غير ممكن في بعض الأحيان بسبب بطء القلب.